# Keke Palmer

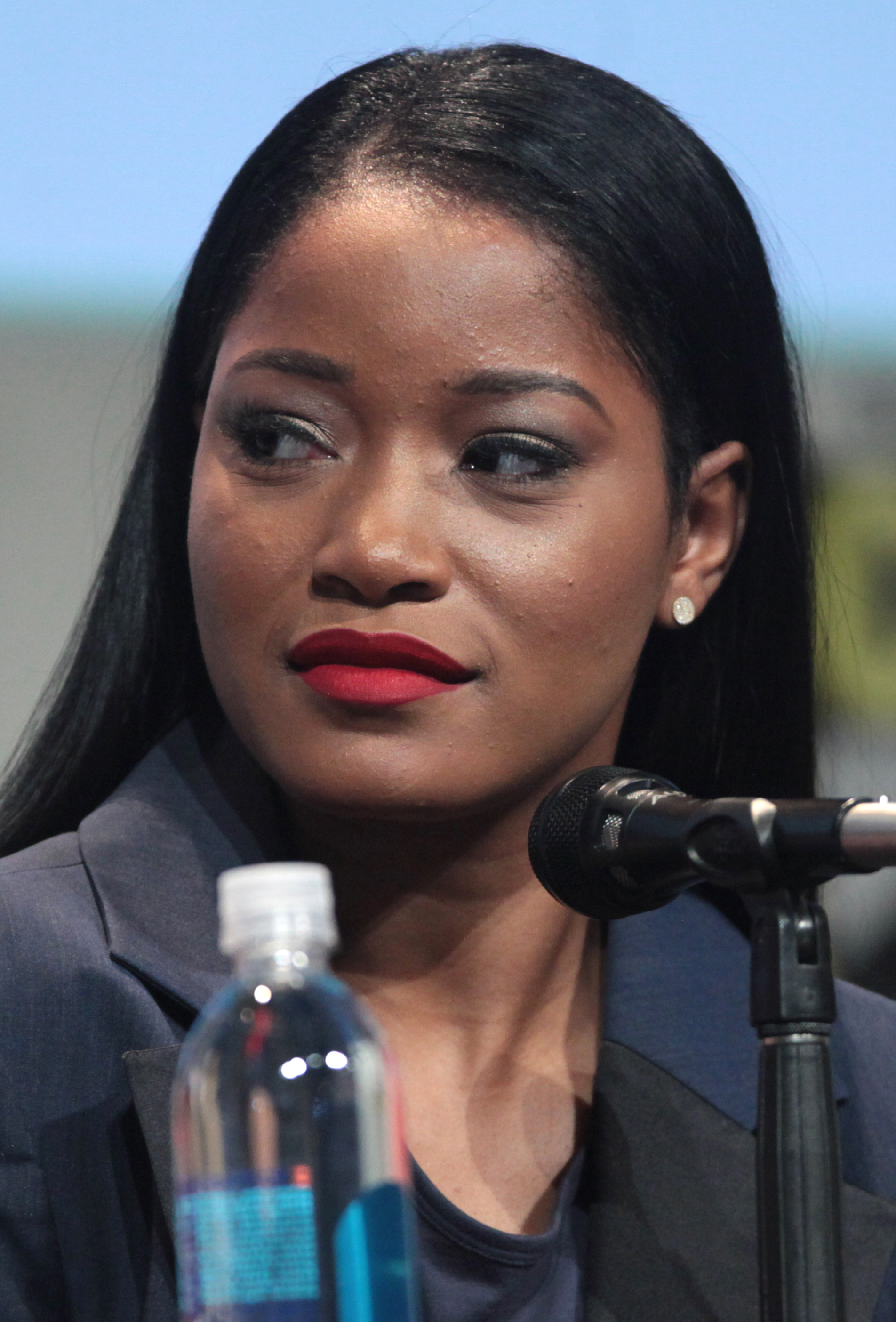
Keke Palmer (2015)

Lauren Keyana „Keke“ Palmer (* 26. August 1993 in Harvey, Illinois) ist eine US-amerikanische Schauspielerin, Synchronsprecherin und Sängerin.

## Leben
Keke Palmer wuchs in Robbins (Illinois) auf. Ihr Vater arbeitet in einer Autofabrik, ihre Mutter ist Lehrerin an einer High School. Palmer hat drei Geschwister. Sie begann mit fünf Jahren im Kirchenchor zu singen und sang mit neun Jahren für das Musical Der König der Löwen vor.
Keke Palmer debütierte als Schauspielerin 2004 im Film Barbershop 2. Dort spielte sie die Rolle von Ginas Nichte. Sie war von 2004 bis 2006 in unterschiedlichen Fernsehserien wie zum Beispiel Cold Case – Kein Opfer ist je vergessen, Strong Medicine, Emergency Room – Die Notaufnahme und Law & Order: Special Victims Unit zu sehen. Anschließend wirkte sie 2006 an zwei weiteren Filmen mit, Madea’s Family Reunion und Akeelah ist die Größte, in dem Palmer die Hauptrolle übernahm. Von 2008 bis 2010 spielte sie die Hauptrolle in der Nickelodeon-Serie True Jackson.
Ab Juni 2014 war Palmer Gastgeber ihrer eigenen Talkshow mit dem Titel Just Keke. Die Show wurde in 20 Folgen über vier Wochen ausgestrahlt.
Keke Palmer verfolgt außerdem eine Gesangskarriere. Sie nahm 2003 an dem Gesangswettbewerb American Juniors, einem American-Idol-Spinoff, teil, jedoch wurde die Show frühzeitig eingestellt. Ihr Debütalbum So Uncool erschien 2007 und erreichte die hinteren Ränge der US-R&B-Charts.
2011 und 2012 veröffentlichte sie die Mixtapes Awaken und Keke Palmer, mit denen Palmer einen Vorgeschmack auf die musikalische Richtung für ihr zweites offizielles Album geben will. Ein Erscheinungstermin steht noch nicht fest. Regelmäßig ist Palmer auch auf den Soundtracks der Filme vertreten, an denen sie mitwirkt.
Ab September 2014 spielte Palmer für 134 Shows Cinderella im gleichnamigen Broadway-Stück. Erstmals wurde diese Rolle am Broadway mit einer afroamerikanischen Schauspielerin besetzt.
Im November 2019 wurde Keke Palmer als Verkörperung der virtuellen Figur Senna aus League of Legends ausgewählt, um mit Thutmose, Soyeon von (G)I-DLE, Becky G und Duckwrth die Band „True Damage“ zu repräsentieren. Ihr zum selben Zeitpunkt als Debütsingle veröffentlichter Song GIANTS wurde im Finale der Weltmeisterschaft live gespielt.
Im August 2020 moderierte Keke Palmer die MTV Video Music Awards 2020. Ende Juni 2023 wurde sie Mitglied der Academy of Motion Picture Arts and Sciences.

## Filmografie (Auswahl)
- 2004: Cold Case – Kein Opfer ist je vergessen (Cold Case, Fernsehserie, Folge 1x13)
- 2004: Der Schutzengel (The Wool Cap, Fernsehfilm)
- 2004: Barbershop 2 (Barbershop 2: Back in Business)
- 2005: Emergency Room – Die Notaufnahme (ER, Fernsehserie, Folge 11x22)
- 2006: Madea’s Family Reunion
- 2006: Akeelah ist die Größte (Akeelah and the Bee)
- 2007: Jump In!
- 2007: Cleaner
- 2007: Winx Club – Das Geheimnis des verlorenen Königreichs (Winx Club: The Secret of the Lost Kingdom, Stimme)
- 2007: Just Jordan (Fernsehserie, eine Episode)
- 2008–2011: True Jackson (True Jackson, VP, Fernsehserie, 60 Episoden)
- 2008: The Longshots
- 2009: Shrink – Nur nicht die Nerven verlieren (Shrink)
- 2010: Winx Club – Das Magische Abenteuer (Winx Club 3D: Magical Adventure, Stimme)
- 2011: Degrassi: The Next Generation (Fernsehserie, zwei Episoden)
- 2011–2014: Winx Club (Fernsehserie, 105 Episoden, Stimme)
- 2012: Winx Club – Das Magische Abenteuer (Winx Club: The Secret of the Lost Kingdom, Stimme)
- 2012: Joyful Noise
- 2012: Rags (Fernsehfilm)
- 2012: Ice Age 4 – Voll verschoben (Ice Age: Continental Drift, Stimme)
- 2012: Abducted: The Carlina White Story (Fernsehfilm)
- 2013: 90210 (Fernsehserie, vier Episoden)
- 2013: Crazy Sexy Cool: The TLC Story (Fernsehfilm)
- 2014: The Trip to Bountiful (Fernsehfilm)
- 2014: Family Guy (Fernsehserie, Episode 12x18, Stimme)
- 2014: Grey’s Anatomy (Fernsehserie, Episode 10x16)
- 2014: Animal
- 2014: Masters of Sex (Fernsehserie, vier Episoden)
- 2014: Imperial Dreams
- 2015: Brotherly Love
- 2015–2016: Scream Queens (Fernsehserie, 22 Episoden)
- 2016: Grease Live! (Fernsehfilm)
- 2016: Ice Age 5 – Kollision voraus! (Ice Age: Collision Course, Stimme)
- 2016: Pimp
- 2016: Project Mc² (Fernsehserie, zwei Episoden)
- 2016: Real Husbands of Hollywood (Fernsehprogramm, eine Episode)
- 2016–2019: Berlin Station (Fernsehserie, 25 Episoden)
- 2017–2019: Star (Fernsehserie, zehn Episoden)
- 2019: Scream (Fernsehserie, sechs Episoden)
- 2019: Hustlers
- 2019: Robot Chicken (Fernsehserie, Episode 10x10, Stimme)
- 2020: 2 Minutes of Fame
- 2020: Singled Out (Fernsehserie, zwei Episoden)
- 2020: Turnt Up with the Taylors (Fernsehserie, acht Episoden)
- seit 2021: Big Mouth (Fernsehserie, Stimme
- 2022: Alice
- 2022: Human Resources (Fernsehserie, Stimme)
- 2022: The Proud Family – Louder and Prouder (Fernsehserie, Stimme)
- 2022: Lightyear (Stimme)
- 2022: Nope
- 2023: Angespült – Ein Krabbenteuer (Under the Boardwalk), Stimme)
- 2023: The Afterparty (Fernsehserie, Episode 2x10)
- 2024: This Is Me … Now: A Love Story
- 2024: Bosses (Fernsehserie, zwei Episoden)
- seit 2024: The Second Best Hospital in the Galaxy (Fernsehserie, Stimme)
- 2025: One of Them Days
- 2025: The Pickup

## Bühne
Broadway
- Cinderella (September 2014 bis Februar 2015)

## Diskografie
Alben
- 2007: So Uncool

Mixtapes
- 2011: Awaken
- 2011: Awaken Reloaded
- 2012: Keke Palmer
- 2017: KeyanaNikole

Extended Plays (EP)
- 2007: Keke Palmer
- 2016: Lauren
- 2020: Virgo Tendencies, Pt.1
- 2020: Virgo Tendencies, Pt.2

### Compilation albums
- 2016: Waited to Exhale

Singles
- 2006: Tonight (feat. Cham) [Soundtrack zum Film Nachts im Museum]
- 2007: It’s My Turn Now [Soundtrack zum Film Jump In!]
- 2007: Footwurkin
- 2007: Keep It Movin’ (feat. Big Meech)
- 2010: The One You Call
- 2011: Show Me
- 2012: You Got Me (feat. Kevin McCall)
- 2012: Man in the Mirror [Soundtrack zum Film Joyful Noise]
- 2014: Animal
- 2016: Fresh Water for Flint (feat. Jon Connor)
- 2016: Hands Free
- 2016: Figure You Out [Soundtrack zum Film Scream: Season 3]
- 2016: Enemiez (feat. Jeremih)
- 2017: Wind Up (feat. Quavo)
- 2017: PREGAME
- 2018: Bossy
- 2019: Better To Have Loved
- 2019: GIANTS [Palmer als Senna in der von League of Legends kreierten Band „True Damage“]
- 2019: Twerk N Flirt
- 2020: Virgo Tendencies
- 2020: Got Em Mad (feat. TK Kravitz)
- 2020: FYG
- 2020: Sticky
- 2020: Thick
- 2020: Snack
- 2020: Dreamcatcher
- 2020: Actually Vote
- 2020: Hooked

## Auszeichnungen
NAACP Image Awards
- 2005: Auszeichnung für hervorragende Darstellerin in einem Fernsehfilm, Miniserie oder dramatischer Special für The Wool Cap
- 2007: Auszeichnung für hervorragende Darstellerin in einem Fernsehfilm für Akeelah and the Bee
- 2009: Auszeichnung für hervorragende Performance in einer Jugend-/Kinderserie oder Special für True Jackson, VP
- 2010: Auszeichnung für hervorragende Performance in einer Jugend-/Kinderserie oder Special für True Jackson, VP
- 2011: Auszeichnung für hervorragende Performance in einer Jugend-/Kinderserie oder Special für True Jackson, VP
- 2012: Auszeichnung für hervorragende Performance in einer Jugend-/Kinderserie oder Special für True Jackson, VP